# Philipp I. Batthyány

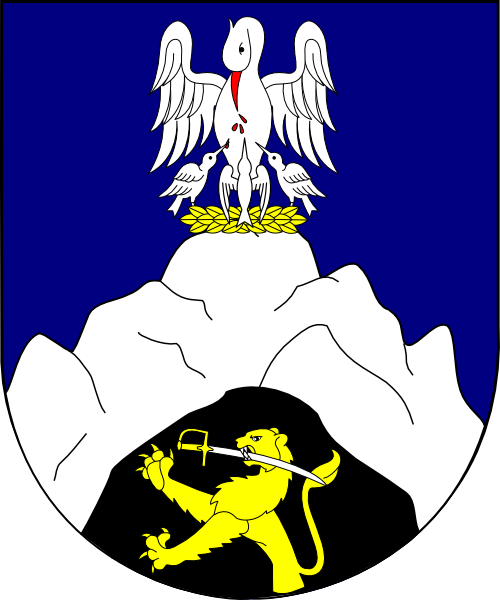
Das Wappen der Batthyány-Sekundogenitur

Philipp I. Batthyány (ungarisch Batthyány I. Fülöp; * 18. Oktober 1734 in Rechnitz oder 17. November 1735 in Wien; † 28. April 1795 in Preßburg), mit vollem Namen Philipp Udalrich Josef Richard Nikolaus Tolentinus Graf von Batthyány de Németújvár, war ein Soldat und Grundherr aus der ungarischen Adelsfamilie Batthyány. Historische Bedeutung erlangte er vor allem durch seine Teilnahme als Offizier am Siebenjährigen Krieg, sowie den Kauf der Herrschaft Hainburg, in der er das heute nicht mehr bestehende Neue Schloß vollenden ließ.

## Herkunft und Familie

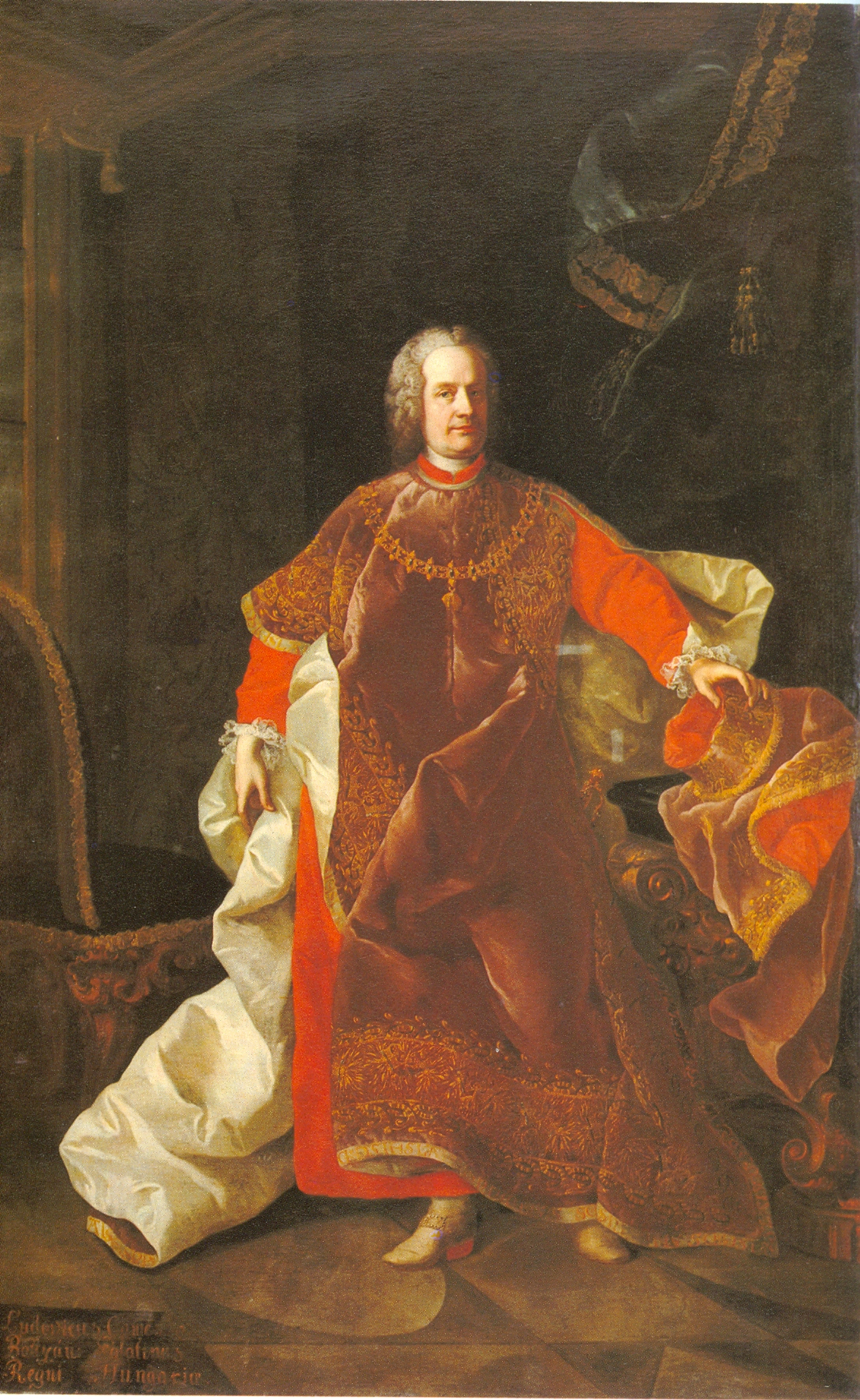
Philipp war der jüngste Sohn von Palatin Ludwig I. Ernst Batthyány

Philipp entstammte dem alten und weit verzweigten ungarischen Magnatengeschlecht Batthyány, das als Grafen und Fürsten zu den bedeutendsten Adelsfamilien der Habsburgermonarchie gehörte. Als achtes und letztes Kind des ungarischen Hofkanzlers und späteren Palatins Ludwig I. Ernst Graf Batthyány und dessen Ehefrau Therese, geb. Gräfin Kinsky (1700–1775) entstammte er der älteren, sogenannten Christoph-Linie der Familie bestehend aus den Nachkommen seines Urgroßvaters Christoph II. Batthyány. Seine Großeltern väterlicherseits waren Adam II. Graf Batthyány und Eleonore, geb. Gräfin Strattmann, mütterlicherseits Wenzel Norbert Octavian Graf Kinsky und Maria Anna Theresia, geb. Gräfin Nesselrode.
Sein Vater und dessen Bruder Karl I. Josef bekleideten höchste Hof- und Staatsämter unter Maria Theresia. Letzterer wurde in Anerkennung für seine Leistungen als General, Feldmarschall, Obersthofmeister und Erzieher des späteren Kaisers Joseph II. 1763/64 in den Fürstenstand erhoben. Nach dem Tod des Onkels ging dessen Fürstenwürde 1772 auf Philipps ältesten Bruder Adam Wenzel über. Zu den weiteren Geschwistern Philipps zählten unter anderem der Fürstprimas von Ungarn, Josef II. Kardinal Graf Batthyány und der Grundherr Theodor I. Graf Batthyány.

## Leben und Wirken

### Kindheit und Jugend
Geburtsdatum und Geburtsort Philipps sind bis heute historisch umstritten: Er wurde entweder am 18. Oktober 1734 auf Schloss Rechnitz im heutigen Burgenland geboren, oder am 17. November 1735 im Wiener Palais Schönborn-Batthyány. Zum Zeitpunkt der Geburt war sein Vater Ludwig I. aber bereits nachweislich ungarischer Hofkanzler, sowie Reichsvizekanzler, Kämmerer, geheimer Rat und Oberstmundschenk, und damit einer der einflussreichsten Beamten am Hof Maria Theresias. Zusammen mit seinen Geschwistern genoss Philipp daher eine der Zeit entsprechende standesgemäße Ausbildung. Er wuchs in Wien auf und wurde als jüngstes Kind von seinen Eltern besonders umsorgt – vor allem von seiner Mutter. Von dieser Zuneigung und der teils auch ständigen Bevormundung der Eltern fühlte er sich häufig erdrückt, wie ein Briefverkehr zwischen seinen beiden älteren Brüdern Adam Wenzel und Josef aus dem Jahr 1755 zeigt. In diesem beschreibt Adam die Depressionen seines Bruders, dessen Abneigung sich in seinem Elternhaus aufhalten zu müssen, sowie Philipps starken Drang nach Freiheit, der ihn als jungen Erwachsenen schließlich die Militärlaufbahn einschlagen ließ.

### Militärische Laufbahn

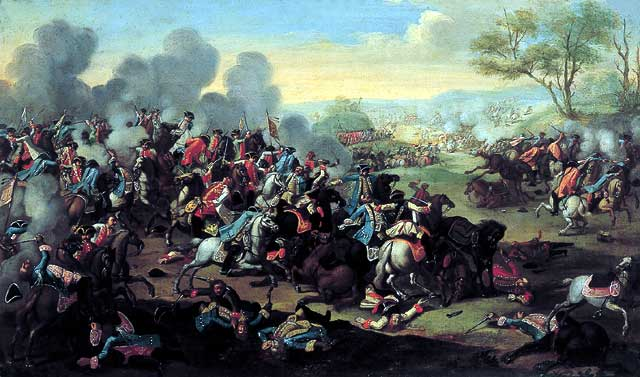
Als Soldat nahm Philip I. unter anderem an der Schlacht bei Kolin teil

Im Zuge der Truppenverstärkungen in den Habsburgischen Ländern durch den Siebenjährigen Krieg trat Philipp in den Militärdienst ein. Er stand als Rittmeister einer von zwei neuen Kompanien vor, die im März 1757 von seinem Vater in dessen Funktion als Palatin, aber auf eigene Kosten gegründet wurden. Die Kompanien gehörten ursprünglich zum Palatinal-Husarenregiment, das 1756 ebenfalls von seinem Vater aufgestellt worden war. Später wurden die beiden Kompanien dem Husarenregiment Festetics unterstellt.
Am 18. Juni 1757 nahm Philipp an der Schlacht von Kolin teil, bei der die österreichische Armee einen der größten Siege des Siebenjährigen Krieges erringen konnte. Im September nahm das – mittlerweile unter dem Kommando von Anton Graf Széchényi stehende – Regiment in Sachsen an der Einnahme von Gotha teil. Batthyánys Regiment kämpfte im Verlauf des Krieges unter anderem in der Schlacht bei Roßbach, der Schlacht bei Hagelberg, der Schlacht bei Meißen und der Schlacht bei Torgau. Es nahm an den Gefechten um die preußische Belagerung von Dresden teil und an jenen um die österreichische Eroberung von Bremen. Weiters war es unter anderem beteiligt an Gefechten bei Leipzig, Klettenberg und Aschersleben, Hermannsgrimma und Maxen, sowie Seligstadt.
Graf Batthyány wurde im Laufe seiner Militärkarriere zum Premier Obrist Wachtmeister und später zum Obristen befördert. Zeitgleich mit seiner am 21. Juli 1767 erfolgten Beförderung zum Obristfeldwachtmeister schied er aus dem Militär aus. Trotz dessen unterstützte er die Armee in späteren Kriegen: 1778 stellte er für die im Bayerischen Erbfolgekrieg kämpfenden österreichischen Truppen zusammen mit seinen Brüdern Adam Wenzel, Josef und Theodor 200 Reiter. Während der Napoleonischen Kriege ließ er 1793/94 in seinen Herrschaftsgebieten Rekruten für die kaiserlichen Truppen werben.

### Herrschaft Hainburg

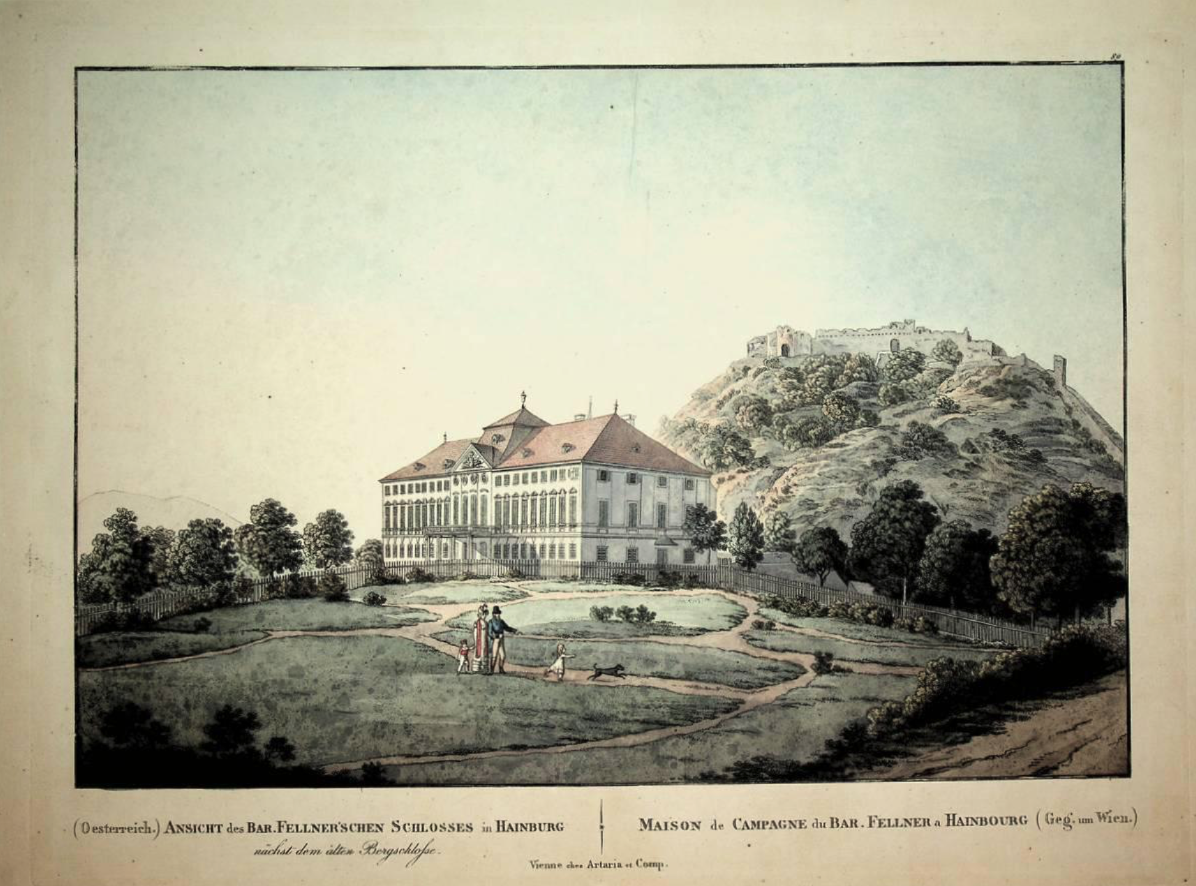
Das unter Philipp fertiggestellte Neue Schloß in Hainburg an der Donau

Im Jahr 1767 oder 1768 erwarb Philipp die Herrschaft Hainburg im städtischen Umland von Preßburg von der Gräfin Bethlen. Diese hatte sie zuvor von ihrem Gatten – zusammen mit einem in Bau befindlichen Schloss – als Geschenk erhalten. Graf Bethlen hatte die Herrschaft 1757 vom Grafen Szluha erworben, und kurz danach mit dem Bau des Schlosses begonnen. Dieser Rokokobau, der später Neues Schloß genannt wurde, und unterhalb der Heimenburg lag, wurde 1767 unter Philipp Batthyány fertig gestellt. 1783 wurde er zusätzlich um einen Tiergarten im Schlosspark erweitert, für den Philipp seinen Neffen Ludwig II. im gleichen Jahr brieflich bat ihm „2 Stück Thiere und einen Hirschen“ aus dem Güssinger Tiergarten zu schicken.
Philipp und seine Ehefrau Barbara machten das Schloss zum gesellschaftlichen Zentrum für die nähere Umgebung. Sie stellten zur Unterhaltung eine eigene Theatergruppe an und ließen Theatervorstellungen, musikalische Darbietungen und Festbankette im Neuen Schloß abhalten.
Neben der Herrschaft Hainburg besaß Philipp noch die vom Vater und von seinem Onkel Fürst Karl Josef geerbten Güter Bicske, Bóly, Enying, Mezökomárom und den Teil der älteren Linie von Szabadbattyán. Vermutlich war er außerdem Besitzer von Magyarbél bei Preßburg. Er besaß auch ein Haus in der Preßburger Gaisgasse, der heutigen Kozia ulica.

### Privatleben und Tod
Am 3. Jänner 1763 heiratete Philipp Batthyány Barbara, geb. Freiin Perényi (1743–1795?), Tochter von Ladislaus Freiherr von Perenyi und Anna Klara, geb. Freiin Andrássy. Ursprünglich sollte die Eheschließung bereits im Herbst 1762 stattfinden, sie wurde aber wegen des Todes einer Erzherzogin aus dem Kaiserhaus verschoben. Die Trauung wurde schließlich einige Monate später von Ladislaus von Kollonitsch, dem damaligen Erzbischof von Kalocsa, in der Pfarrkirche Rechnitz vorgenommen. Die weiteren Feierlichkeiten – an denen unter anderem Adam III., Emmerich I. und Sigmund II. aus der jüngeren Linie der Batthyány, sowie die Familien Szécsényi und Szápáry teilnahmen – fanden auf Schloss Rechnitz statt, einem der Hauptsitze von Palatin Ludwig Batthyány. Die Ehe von Philipp und Barbara blieb kinderlos.

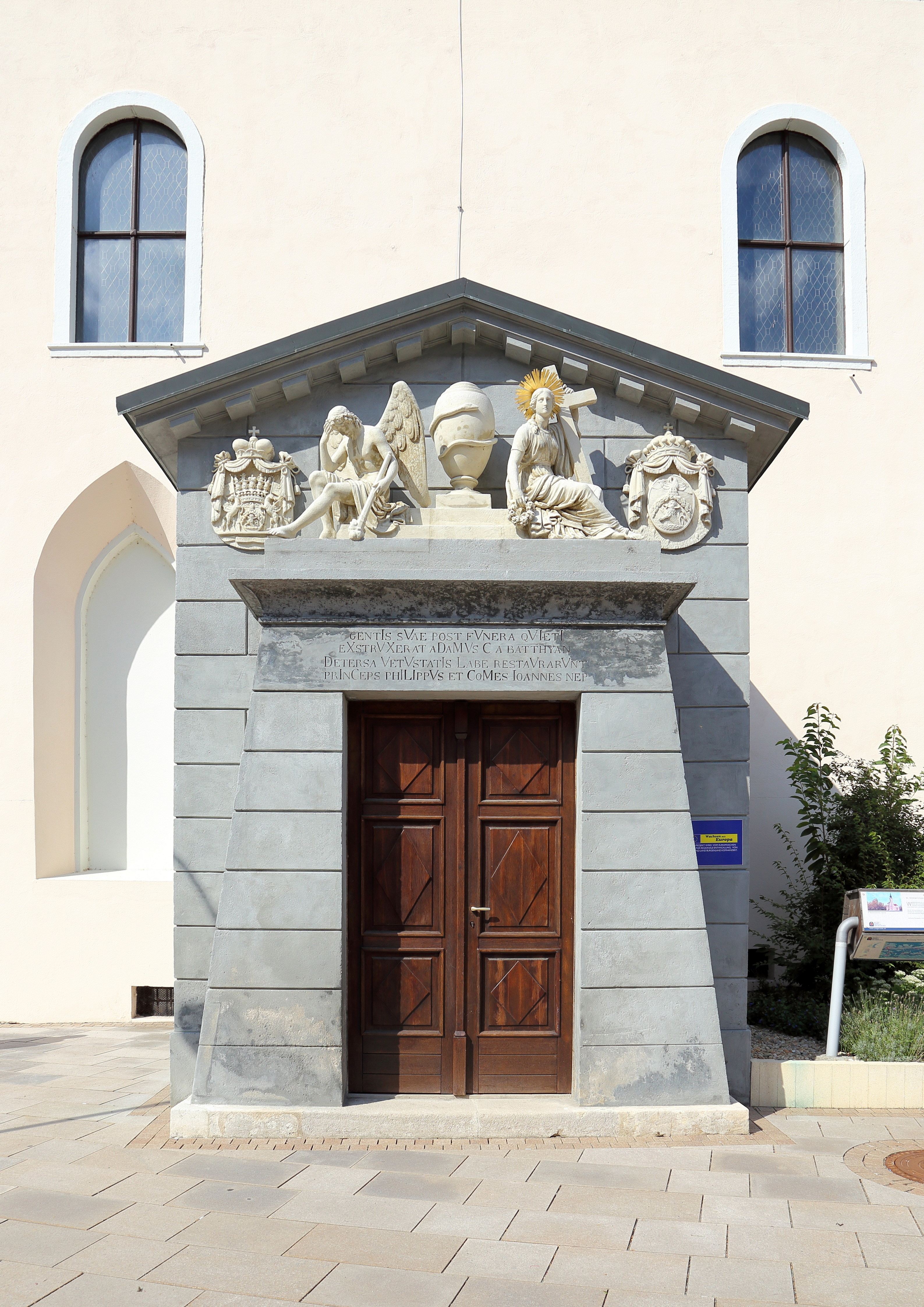
Philipp wurde in der Batthyány-Familiengruft in Güssing bestattet

Den Großteil seiner Zeit verbrachte das Paar in seiner Herrschaft Hainburg und in Preßburg, wo Philipp 1795 auch verstarb. Die genauen Umstände, die zu seinem Tod führten, sind unklar, er dürfte sich aber eine Verletzung im Unterleib zugezogen haben, die schließlich zu Wundbrand führte, und damit letal war. Laut einem Briefwechsel zwischen Philipps Brüdern Josef und Theodor vom 12. April 1795 habe Philipp drei Wochen lang Tag und Nacht in einem Schlafsessel verbracht, und sich geweigert einen Verband am Unterleib zur Untersuchung und Behandlung durch Ärzte abnehmen zu lassen. Nachdem er sich schlussendlich überreden habe lassen, sei er bereits im Bereich des Kreuzbandes von Wundbrand befallen gewesen. Die nächsten zwei Wochen sei sein Bruder Josef beschäftigt gewesen, Philipp zur Beichte zu bewegen, und das Testament mit ihm aufsetzen zu lassen. Trotz einer Besserung seines Zustandes verstarb Philipp um neun Uhr abends des 28. April 1795 nach dem Empfang der kirchlichen Sakramente durch seinen Bruder Kardinal Josef Batthyány.
Der Leichnam Philipps wurde per Pferdewagen über Ödenburg, Güns und Körmend nach Güssing gebracht, wo die Familie seit 1524 ihren Stammsitz auf der gleichnamigen Burg hatte. Er wurde am 1. Mai nach einer Totenmesse in der heutigen Basilika Güssing in der Batthyány-Familiengruft unter Franziskanerkloster und Klosterkirche Güssing bestattet. In der Gruft ist heute kein Sarkophag mehr vorhanden, der Philipp I. zugeordnet werden kann. Vermutlich wurden seine Gebeine bei der Renovierung der damals baufälligen Gruft unter Fürst Philipp III. im Jahre 1830 – zusammen mit denen anderer Verstorbener – im Boden der sogenannten Alten Gruft bestattet.

## Erbstreitigkeiten
Nach dem Tod von Philipp I. kam es zu einem Disput seiner beiden noch lebenden Brüder Josef und Theodor um das Erbe des Verstorbenen. Dieser hatte die Herrschaft Hainburg testamentarisch dem ältesten Sohn seines zweitälteren Bruders Theodor vermacht, dem Grafen Anton Josef. Der ältere Bruder von Philipp, Josef, hatte als Kardinal zwar ohnehin keine möglichen direkten Erben, an die der Besitz später gehen hätte können, er bestand aber offenbar darauf, dass die Herrschaft zuerst an ihn gehe. So erhielt Anton Josef die Herrschaft entgegen dem Willen von Philipp Batthyány erst beim Tod dessen älteren Bruders im Jahr 1799. Da der Familienzweig Theodors für diese verspätete Erbfolge keine Entschädigung erhielt, war dessen Ehefrau Philippine bis über den Tod des Kardinals hinaus nicht gut auf diesen zu sprechen.

## Auszeichnungen
- k.k. Kämmerer
- Wirklicher Geheimer Rat
- Generalfeldwachtmeister